# Classe Schorpioen
La classe Schorpioen est un classe de deux petits cuirassés, type monitor, construite pour la Marine royale néerlandaise (Koninklijke Marine) dans les années 1860.

## Conception
Les deux cuirassés à tourelles et bélier étaient à propulsion mixte voile/moteur. Ils étaient gréés en deux-mâts avec une voilure de 600 m2, mais de navigation difficile, la mâture et la voilure furent retirées quelques années plus tard.

## Les unités
| Nom              | Chantier naval                                                   | Quille    | Lancement       | Mis en service   | Sort                                 |
| ---------------- | ---------------------------------------------------------------- | --------- | --------------- | ---------------- | ------------------------------------ |
| HNLMS Schorpioen | Forges et Chantiers de la Méditerranée La Seyne-sur-Mer - France | Août 1867 | 18 janvier 1868 | 1er octobre 1868 | Navire musée à Le Helder depuis 1982 |
| HNLMS Stier      | Cammell Laird Birkenhead - Royaume-Uni                           |           | 5 avril 1868    |                  | démolition en 1930                   |